# فرودگاه قامشلی
فرودگاه قامشلی (به انگلیسی: Kamishly Airport) (به زبان بومی: مطار القامشلی الدولی) یک فرودگاه همگانی با کد یاتا KAC است که یک باند فرود آسفالت دارد و طول باند آن ۳۶۱۵ متر است. این فرودگاه در شهر قامشلی کشور سوریه قرار دارد و در ارتفاع ۴۵۱ متری از سطح دریا واقع شده‌است.